# 星元裕月
星元 裕月（ほしもと ゆづき、1997年10月15日 - ）は、日本の俳優。静岡県出身。キャストコーポレーション所属。

## 経歴
- USJで「ユニバーサルモンスターライブ ロックンロールショー」「ウィケッド」を見て、ジャズダンス、バレエ、タップを始める。
- ミュージカル『薄桜鬼 藤堂平助篇』で斎藤一を演じた橋本祥平の演技がきっかけで俳優を目指し、高校3年時にキャストコーポレーションに応募し、所属となる[2]。
- 2016年6月、舞台『Sin of Sleeping Snow』の森蘭丸役でデビュー[9]。
- 2017年1月には舞台『あんさんぶるスターズ! オン・ステージ 〜Take your marks!〜』の姫宮桃李役で2.5次元作品の初出演を果たす[2][10]。
- 2017年1月18日、ブログを開設（2023年9月1日に非公開）。
- 2021年10月15日、Twitter（現X）にアカウントを開設。
- 2023年6月には舞台「HELI-X〜スパイラル・ラビリンス〜」で初主演（W主演）[11]。
- 2023年9月1日、Instagramにアカウントを開設。また11月1日には、星元裕月オフィシャルファンクラブ「Team Yuzu」を開設した。

## 出演

### 舞台
2016年
- 舞台「Sin of Sleeping Snow」（6月9日 - 12日、Zeppブルーシアター六本木） - 森蘭丸 役[12]
- 舞台「娼年」（8月26日 - 9月4日、東京芸術劇場プレイハウス / 9月7日 - 11日、梅田芸術劇場 シアタードラマシティ / 9月14日 - 15日、久留米シティプラザ ザ・グランドホール） - 写真出演[13]

2017年
- あんさんぶるスターズ!オン・ステージ 〜Take your marks!〜（1月5日 - 15日、AiiA 2.5 Theater Tokyo / 1月25日 - 29日、梅田芸術劇場 シアター・ドラマシティ） - 姫宮桃李 役[14]
- ARSMAGNA Special Live　私立九瓏ノ主学園 平成28年度 全国生徒決起集会（3月28日、日本武道館） - コンスタンティン 役[15]
- ミュージカル「スタミュ」（4月1日 - 9日、Zeppブルーシアター六本木 / 4月15日 - 16日、森ノ宮ピロティホール） - 卯川晶 役[16]
- 舞台「警視庁抜刀課 vol.1」（5月26日 - 6月4日、CBGKシブゲキ!!） - 兎茶護 役[17]
- 榊原家のTea Party（6月10日 - 11日、フェアリーランドシアター） - コンスタンティン 役
- 「From Three Sons of Mama Fratelli」「枯れるやまぁ のたりのたりとまほろばよ あぁ 悲しかろ あぁ 咲かしたろ」特別公演（6月18日、Zeppブルーシアター六本木） - 森蘭丸 役（ゲスト出演）
- キティエンターテインメント×東映 Presents SHATNER of WONDER #6「遠い夏のゴッホ」（7月14日 - 23日、天王洲 銀河劇場 / 7月29日 - 30日、森ノ宮ピロティホール） - イワン 役[18]
- あんさんぶるスターズ!エクストラ・ステージ〜Judge of Knights〜（9月7日 - 18日、シアター1010 / 9月22日 - 24日、新神戸オリエンタル劇場） - 姫宮桃李 役[19]
- アルスマグナFC限定イベント 私立九瓏ノ主学園平成29年度第80回体育祭（10月14日 - 15日、恵比寿ザ・ガーデンホール）
- 舞台「KING OF PRISM -Over the Sunshine!-」（11月2日 - 5日、梅田芸術劇場 シアター・ドラマシティ / 11月8日 - 12日、AiiA 2.5 Theater Tokyo） - 西園寺レオ 役[20]
- MX祭 Vol.1「ARSMAGNA SPECIAL X'mas LIVE 〜Several Winter Story〜」（11月23日、パシフィコ横浜　国立大ホール） - コンスタンティン 役
- STAGE FES 2017-2018（12月31日、大宮ソニックシティ 大ホール） - 舞台「KING OF PRISM -Over the Sunshine!-」- 西園寺レオ 役[21]

2018年
- あんさんぶるスターズ！オン・ステージ〜To the shining future〜（1月19日 - 21日、梅田芸術劇場 シアター・ドラマシティ / 1月25日 - 2月5日、シアター1010） - 姫宮桃李 役[22]
- 犬と串 case.17「ピクチャー・オブ・レジスタンス」（2月21日 - 25日、恵比寿エコー劇場） - エルピス 役[23]
- イケメン戦国THE STAGE〜織田信長編〜（4月5日 - 9日、シアター1010） - 森蘭丸 役[24]
- ミュージカル「スタミュ」スピンオフ team柊 単独レビュー公演「Caribbean Groove」（4月27日 - 28日、舞浜アンフィシアター） - 卯川晶 役[25]
- ミュージカル Code:Realize 〜創世の姫君〜（5月17日 - 20日、シアター1010 / 5月26日 - 27日、森ノ宮ピロティホール） - フィーニス 役[26]
- ミュージカル「スタミュ」-2ndシーズン-（7月4日 - 11日、日本青年館 / 7月20日 - 22日、森ノ宮ピロティホール） - 卯川晶 役
- あんステフェスティバル（9月22日 - 24日、横浜文化体育館 / 9月26日 - 27日、神戸ワールド記念ホール） - 姫宮桃李 役[27]
- 舞台「ニル・アドミラリの天秤」（11月1日 - 11日、全労済ホール／スペース・ゼロ） - 星川翡翠 役[28]
- 遙かなる時空の中で3（12月6日 - 10日、紀伊國屋サザンシアター / 12月14日 - 16日、サンケイホールブリーゼ） - 平敦盛 役[29]
- STAGE FES 2018-2019（12月31日、大宮ソニックシティ 大ホール） - 舞台「KING OF PRISM -Over the Sunshine!-」- 西園寺レオ役[30]

2019年
- ミュージカル「スタミュ」スピンオフ「SHUFFLE REVUE」（1月23日 - 27日、EXシアター六本木 / 1月30日、京都劇場 / 2月2日 - 3日、森ノ宮ピロティホール） - 卯川晶 役[31]
- イケメン戦国THE STAGE 上杉謙信編（2月21日 - 24日、サンシャイン劇場） - 森蘭丸 役[32]
- ミュージカル「スタミュ」スピンオフ team柊 単独公演「Caribbean Groove」（5月30日 - 6月2日、舞浜アンフィシアター） - 卯川晶 役[33]
- ミュージカル「スタミュ」-3rdシーズン-（8月12日 - 25日、日本青年館ホール / 8月29日 - 9月1日、森ノ宮ピロティホール） - 卯川晶 役[34]
- LIVEミュージカル演劇 チャージマン研！（10月31日 - 11月6日、新宿FACE） - 泉キャロン 役[35]
- イケメン戦国THE STAGE 番外編〜はじまりの物語〜（12月26日 - 30日、博品館劇場） - 森蘭丸 役[36]
- STAGE FES 2019-2020（12月31日、大宮ソニックシティ 大ホール） - 舞台「KING OF PRISM -Shiny Rose Stars-」- 西園寺レオ役[37]

2020年
- 舞台「KING OF PRISM -Shiny Rose Stars-」（2月20日 - 2月26日[注 1]、TOKYO DOME CITY HALL） - 西園寺レオ 役[38]
- This is 大奥（4月10日 - 11日、COOL JAPAN PARK OSAKA TTホール / 4月15日 - 19日、ヒューリックホール東京） - コウゲツ 役 ※新型コロナウイルス感染拡大防止の為の自粛要請により、2021年4月に延期[39]
- 科白劇 舞台『刀剣乱舞/灯』綺伝 いくさ世の徒花 改変 いくさ世の徒花の記憶（7月16日 - 8月2日、ステラボール / 8月4日 - 9日、日本青年館） - 地蔵行平 役[40]
- イケメン戦国 THE STAGE 〜明智光秀編〜（9月4日 - 9日、EX THEATER ROPPONGI） - 森蘭丸 役[41]
- LIVEミュージカル演劇 チャージマン研！R-2（10月10日 - 18日、新宿FACE） - 泉キャロン 役[42]
- 舞台「HELI-X」（12月3日 - 9日、紀伊國屋サザンシアター / 12月12日 - 13日、メルパルクホール大阪） - サッドネス 役[43]

2021年
- 舞台「チョコレート戦争〜a tale of the truth〜」（1月16日 - 17日、メルパルク大阪 ホール / 1月23日 - 31日、シアター1010） - 宮田健介 役[44]
- This is 大奥（4月22日 - 25日、ヒューリックホール東京 / 4月29日 - 30日、COOL JAPAN PARK OSAKA TTホール [注 2]） - コウゲツ 役[45]
- 楽屋-流れ去るものはやがてなつかしき-（5月31日 - 6月13日、浅草九劇） - 女優D 役[46]
- イケメン戦国THE STAGE 〜連合軍VS“戦乱の亡者”雑賀孫一編〜（8月19日 - 23日、ヒューリックホール東京）[注 3]  - 森蘭丸 役[47]
- 舞台「HELI-X II〜アンモナイトシンドローム〜」（10月7日 - 17日、紀伊國屋サザンシアター） - サッドネス 役[48]
- キューピット・パラサイト The Stage（11月10日 - 14日、全電通労働会館 多目的ホール） - 螢彩院・F・琉輝 役[49]

2022年
- 演劇の毛利さん-The Entertainment Theater Vol.1「天使は桜に舞い降りて」（1月6日 - 16日、サンシャイン劇場 / 1月22日 - 23日、名古屋市公会堂 / 1月28日 - 30日、梅田芸術劇場 シアター・ドラマシティ） - 狐忠信 役[50]
- イケメン戦国THE STAGE スペシャル 初夢！〜ようこそ！くらぶ乱世へ〜（1月14日 - 16日、シアター1010） - 森蘭丸 役（声の出演のみ）
- 舞台『刀剣乱舞』綺伝 いくさ世の徒花（3月19日 - 4月3日、明治座 / 4月22日 - 24日、福岡サンパレス / 4月30日 - 5月15日、新歌舞伎座） - 地蔵行平 役[51]
- 舞台「HELI-X Ⅲ〜レディ・スピランセス〜」（6月3日 - 12日、サンシャイン劇場 / 6月18日 - 19日、メルパルクホール大阪） - サッドネス 役[52]
- イケメン戦国THE STAGE 〜連合軍 VS ”戦乱の亡者”雑賀孫一編〜（8月18日 - 23日、ヒューリックホール東京） - 森蘭丸 役[53]
- アナタを幸せにする世界の伝説シリーズ・アナ伝vol3『ジェヴォーダンの怪物〜狼男伝説〜』（10月20日 - 23日 / こくみん共済 coop ホール／スペース・ゼロ） - ツンドラ 役[54]
- イケメン戦国THE STAGE 〜猿飛佐助編〜（11月12日 - 15日、渋谷区文化総合センター大和田 さくらホール） - 森蘭丸 役[55]

2023年
- ハイブリッド・イマーシブシアター『同窓会〜優しくて残酷な彼を偲んで〜』（1月12日、マリーグラン赤坂） - 片城みそぎ 役（日替わりゲスト出演）[56]
- ミュージカル『薄桜鬼 真改』山南敬助 篇（4月8日 - 16日、シアター1010 / 4月22日 - 23日、サンケイホールブリーゼ） - 南雲薫 役[57]
- 舞台「HELI-X〜スパイラル・ラビリンス〜」（6月2日 - 11日、サンシャイン劇場 / 6月17日 - 18日、COOL JAPAN PARK OSAKA WWホール[注 4]） - サッドネス 役（W主演）[59]
- Live-Musical-Stage チャージマン研！2023（12月23日 - 31日、新宿FACE） - 泉キャロン 役[60]

2024年
- OFFICE SHIKA×新宿シアタートップス「9階団地のスーパースター」（2月29日 - 3月10日、新宿シアタートップス / 3月15日 - 17日、AI・HALL） - 松尾勇作 役[61]
- ナイスコンプレックスN36 市街発イマーシブ演劇「どつぼ」〜阿佐ヶ谷編〜（4月26日、阿佐ヶ谷アルシェ） - ゲスト出演
- なめ猫ロックショー!（5月16日 - 24日、浅草花劇場） - 三野美樹（ミケ子） 役[62]
- Allen suwaruプロデュース公演「いい人間の教科書。」（7月6日 - 14日、すみだパークシアター倉）
- イケメン戦国THE STAGE -FINAL-（8月11日、シアター1010） - ゲスト出演
- 来来来来来（9月6日 - 8日、THEATRE E9 KYOTO） - 主演・夏目蓉子 役
- アナタを幸せにする世界の伝説シリーズ・ファイナル 音楽劇 ヴィーデン劇場の魔笛 〜モーツァルト伝説〜（9月22日、シアターサンモール） - ゲスト出演
- 舞台「アオペラ」（11月8日 - 17日、シアターH） - 綾瀬光緒 役[63]

2025年
- 舞台「ノンセクシュアル」（2月7日 - 12日、横浜赤レンガ倉庫1号館 3Fホール）藤木瑛司 役[64]
- ミュージカル「信長〜朧本能寺〜」（6月12日 - 16日、IMAホール）[65]
- 『キューピット・パラサイト The Stage』再演（7月24日 - 7月28日、ラゾーナ川崎プラザソル） - 螢彩院・F・琉輝 役[66]
- ミュージカル『薄桜鬼』HAKU-MYU LIVE 4（12月19日 - 21日、Zepp DiverCity TOKYO / 12月27日 - 28日、Zepp Osaka Bayside） - 南雲薫 役[67]

### イベント
2016年
- 2.5次元フェス（仮）（12月4日、幕張メッセ）

2017年
- あんさんぶるスターズ！オン・ステージ〜Take your marks!〜大阪公演直前スペシャルイベント（1月23日、あべのキューズモール）
- 山中健太・翔太＆星元裕月バレンタインバスツアー モウ〜///チョコっと牧場体験しよ♪（2月12日、マザー牧場）
- 「あんさんぶるスターズ！オン・ステージ」〜Take your marks！〜BD＆DVDイベント（8月4日）
- 舞台「KING OF PRISM-Over the Sunshine!-」キャストと一緒に応援上映を観よう上映会（9月20日、新宿バルト9）
- 「スタミュ」Fes.2017（10月8日、幕張メッセ）

2018年
- イケメンシリーズ5周年感謝祭（3月14日、新宿文化センター） - 森蘭丸 役
- 舞台「KING OF PRISM -Over the Sunshine!-」トークショー AnimeJapan 2018（3月25日、東京ビッグサイト）
- 舞台「KING OF PRISM -Over the Sunshine!-」DVD&Blu-ray発売記念イベント（3月25日、東京 / 4月1日、大阪）
- 舞台「KING OF PRISM -Over the Sunshine!-」踊り煌めく、春のKOROMOMATSURI 開催記念 舞台挨拶付フルフル応援上映会inアニメイト池袋本店（3月25日、アニメイト池袋本店）
- あんさんぶるスターズ！オン・ステージ〜To the shining future〜BD&DVD発売記念イベント（7月27日、東京）
- team柊単独レビュー公演 Caribbean Groove上映会（8月5日、サンケイホールブリーゼ / 8月11日、サンシャイン劇場）
- 『あんステフェスティバル』応援上映会（10月6日、天王洲 銀河劇場）

2019年
- ミュージカル「スタミュ」-2ndシーズン- スペシャルイベント（3月3日、日テレらんらんホール）
- YUZUKI HOSHIMOTO 1st Fan Meeting 〜CHARME〜（3月30日、関交協ハーモニックホール） - ファンミーティング
- 北川尚弥Birthdayイベント〜Since1996-2019〜（4月27日、大阪市立中央会館） - ゲスト
- ニコニコ超会議2019（4月28日、幕張メッセ） - 超2.5次元俳優ステージ
- 杉江大志 27th BIRTHDAY PARTY（5月6日、代アニLIVEステーション） - ゲスト
- キャストサイズ スペシャルトークライブ（7月14日、shibuya eggman）
- 『チャージマン研！』上演記念　ジュラル星人presents「危機!!ロフトプラスワン」（8月20日、ロフトプラスワン）
- 古屋兎丸×小林裕和Project「少年たちのいるところ展」（10月3日 - 20日、銀座 ヴァニラ画廊） - 奈良崎すばる 役
- 第一回生徒総会「チョコレート戦争〜備えあれば憂いなし〜」（12月15日、DMM.com本社イベントスペース）

2020年
- 第二回生徒総会「チョコレート戦争〜二兎を追う者は一兎をも得ず〜」（2月8日、DMM.com本社イベントスペース）
- 第三回生徒総会「チョコレート戦争〜終わり良ければすべて良し〜」（4月25日、DMM.com本社イベントスペース）※新型コロナウイルス感染拡大防止の為の自粛要請により中止
- 「刀剣乱舞-ONLINE-」五周年記念 「刀剣乱舞 大演練」（8月11日、東京ドーム） ※新型コロナウイルス感染拡大防止の為、中止
- 星元裕月2020カレンダーイベント（8月22日、BSホール）※新型コロナウイルス感染拡大防止の為、3月20日から延期
- 星元裕月バースデーイベント 2days in東京（10月31日 - 11月1日、音楽の友ホール）
- Stage Actor Alternative #9 星元裕月リリースイベント（11月23日）

2021年
- 星元裕月カレンダー2021 オンラインイベント（4月4日、Zoomお話し会）
- トークイベント「HELI-X Talk Meeting 2021」（7月4日、日本教育会館 一ツ橋ホール）※緊急事態宣言の発令を受け、5月3日・6月15日から延期

2022年
- トークイベント「HELI-X Talk Meeting 2022」（3月5日、日本教育会館 一ツ橋ホール）
- 星元裕月2022カレンダー特典お渡し会（6月25日、中央区立産業会館）

2023年
- 和田琢磨ファンクラブイベント “Follow Me!!” #37（1月7日、東京証券会館） - 1部ゲスト
- HELI-X VISUAL ART EXHIBITION（5月18日 - 29日 / ラフォーレ原宿 Make The Stage） - 5月20日、26日在廊
- 舞台『刀剣乱舞』七周年感謝祭 -夢語刀宴會-（8月4日 - 6日 / 幕張メッセ） - 地蔵行平 役
- 前嶋曜 1stファンミーティング（8月19日、ストロボカフェ）2部ゲスト
- しゅうへいちゃんといっしょ！第10夜（8月26日、ザムザ阿佐谷） - 昼の部ゲスト
- ミュージカル『薄桜鬼 真改』山南敬助 篇 Blu-ray/DVD 発売記念イベント（9月30日、八王子市芸術文化会館_いちょうホール）
- ルビーパレード×キャストコーポレーション コラボイベント『THE DINNER SHOW?!』（10月22日）
- 櫻井圭登&北川尚弥合同イベント 「圭登と尚弥のホームパーティー」（12月16日、TIAT SKY HALL） - 1部、2部ゲスト

2024年
- Live-Musical-Stage チャージマン研！2023 アフタートーク&上映会イベント（1月20日、ユーロライブ）
- 星元裕月2024年4月始まり卓上カレンダー お渡し会（3月23日、LMJ東京研修センター）
- YUZUKI HOSHIMOTO TY PARTY 2024（10月12日、歌舞伎町Sparkle）

### 配信
- キャストコーポレーションチャンネル「キャスコハウス」（2018年2月 - 、ニコニコ放送）
- LIVEミュージカル演劇『チャージマン研！』上演記念番組 チャーTV「#ジュラル星人をやっつけろ！」（2019年6月18日、ニコニコ生放送）
- KING OF PRISM-Rose Party on STAGE 2019-（2019年10月12日、パシフィコ横浜　国立大ホール） - 西園寺レオ 役※令和元年東日本台風の影響による無観客配信公演[68]
- LIVEミュージカル演劇『チャージマン研！』開幕直前記念 チャーTVスペシャル（2019年10月17日、ニコニコ生放送）
- 刀剣乱舞 大演練 〜控えの間〜（2020年8月11日）[69]
- 「チョコレート戦争」DVD & Blu-ray BOX発売記念イベント（2020年8月29日）
- レンタルたつけん #9 - 12（2020年9月2日 - 23日、あにてれ）
- 祝！和田琢磨チャンネル始動（2020年9月13日、和田琢磨チャンネル）※コメント動画
- ひろきの部屋 #4（2020年9月20日、七海ひろきLINELIVEプレミアムチャンネル）
- 「LIVEミュージカル演劇『チャージマン研！』R-2　ついにやつらが帰ってきた！コロナに負けず元気に征服されるのDA！ 」開幕直前特番（2020年10月6日、ニコニコ生放送）
- 舞台「KING OF PRISM -Rose Party on STAGE 2019-」発売記念イベント代替配信（2020年12月）
- 舞台「KING OF PRISM -Shiny Rose Stars-」CD&DVD/Blu-ray発売記念イベント代替配信（2020年12月）
- 科白劇 舞台『刀剣乱舞/灯』いくさ世の徒花の記憶Blu-ray/DVD発売記念コメント（2020年12月、刀ステファンサイト）
- 科白劇 舞台『刀剣乱舞/灯』いくさ世の徒花の記憶Blu-ray&DVD発売記念キャスト出演配信番組（2021年1月）
- 戦国炒飯TV YouTubeチャンネル シーズン2（2021年3月3日 - 、戦国炒飯TV YouTubeチャンネル） - ChoshU（チョシュー） 山縣有朋（ARI） 役[70]
- 戦国炒飯TV YouTubeチャンネル シーズン2（2021年9月29日 - 、戦国炒飯TV YouTubeチャンネル） - 「ボクらの戦国時代」長宗我部元親 役
- 舞台『刀剣乱舞』綺伝 いくさ世の徒花 Blu-ray/DVD発売記念コメント（2022年11月、刀ステファンサイト）
- 舞台『刀剣乱舞』綺伝 いくさ世の徒花 Blu-ray&DVD発売記念キャスト出演配信番組（2022年12月）
- HELI-X Talk Meeting 2022-ONLINE-（2022年11月26日）
- 「茶会記〜紅譚〜」（2023年5月7日）HELI-X公式Instagramライブ配信
- 「茶会記〜白譚〜」（2023年5月13日）HELI-X公式Instagramライブ配信
- HELI-X VISUAL ART EXHIBITION レセプションパーティー 生中継（2023年5月17日、ニコニコ生放送 2.5次元やっぱニコメンチャンネル）
- 舞台HELI-X x ATELIER PIERROTコラボ商品販売記念 ブランドツアー（2023年5月18日）ATELIER PIERROT公式Instagramライブ配信
- 横井翔二郎のAnotherPerfectDay＃23（2023年12月21日）横井翔二郎チャンネル

### テレビ
- MAG!C☆PRINCEのマジ☆弟子【人気沸騰！2.5次元の世界へ】（2017年10月15日、テレビ東京）[71][72]
- プレミアの巣窟（2018年3月12日、フジテレビ）[73]
- team柊 単独レビュー公演記念 特別番組「スタミュ in 打ち上げパーティー！！」（2018年6月25日、TOKYO MX）[74]
- チョコレート戦争〜朝に道を聞かば夕べに死すとも可なり〜（2020年1月10日 - 3月27日、テレビ神奈川） - 宮田健介 役[75][76]
- ひかりTVオリジナルドラマ 名探偵は君だ〜怪奇都市伝説殺人事件 第3話・第4話（2021年4月14日・21日、ひかりTV・dTVチャンネル） - 八神結希 役[77]

### ラジオ
- MUSIC&TALK WAGON 〜音バナ〜「舞台やろうっ！another side」（USEN C-43）[78]
  - 2017年7月 - 9月、パーソナリティ：野嵜豊、星元裕月
  - 2020年12月 - 2021年1月、パーソナリティ：滝澤諒、星元裕月
  - 2021年6月 - 7月、パーソナリティ：大平峻也、星元裕月
  - 2022年2月 - 3月、パーソナリティ：大平峻也、星元裕月

### 書籍
- ねこカレ（2017年[79]）
- ミュージカル「スタミュ」 公式ビジュアルストーリー ブック（2018年9月）
- あんステフェスメモリアルブック（2019年3月）
- ファッション・ヴィクティム（2019年4月26日）[80]
- Stage Actor Alternative #9 星元裕月（2020年11月）

### アパレル
- 舞台「HELI-X」で演じているサッドネスをイメージしたアパレルアイテムを、同作品の衣装担当 鈴木真育氏がゴスロリブランド「ATELIER PIERROT」とコラボレーションし、2種類6点を2023年5月に発売した。[81]
  - Angel Blessing　天使の祝福　白ブラウス
  - Bouquet with Full of White Flowers　白いお花で一杯のブーケ　白ショール
  - Little Girl’s Dream Wedding Dress　少女が夢見た花嫁衣　白ワンピース
  - Symphony No.9 by the Lunatic　狂人による第九　赤黒ブラウス
  - Rose Red Madness　薔薇色の憤怒　赤黒ケープ
  - idden Love in Requiem レクイエムに秘める愛 赤黒スカート

## ディスコグラフィ

### キャラクターソング
| 発売日         | 商品名                                                         | 歌 | 楽曲 | 備考                                                                                  |
| -------------- | -------------------------------------------------------------- | --- | --- | ------------------------------------------------------------------------------------- |
| 2017年7月5日   | 『あんさんぶるスターズ！オン・ステージ』                       | 天祥院英智（前山剛久）、日々樹渉（安井一真）、伏見弓弦（野嵜豊）、姫宮桃李（星元裕月）                                                                                           | #3「Perfect World」 | 配信のみ                                                                              |
| 2018年3月23日  | 舞台 KING OF PRISM -Over the Sunshine!- Prism Song Album       | ALL CAST | 「BOY MEETS GIRL」 「Shiny Heart Beat」                                                                                         | 舞台『KING OF PRISM -Over the Sunshine!-』劇中歌                                      |
| 2018年3月23日  | 舞台 KING OF PRISM -Over the Sunshine!- Prism Song Album       | エーデルローズ生 | 「エーデルローズのお風呂」 | 舞台『KING OF PRISM -Over the Sunshine!-』劇中歌                                      |
| 2018年3月23日  | 舞台 KING OF PRISM -Over the Sunshine!- Prism Song Album       | エーデルローズ新入生 | 「Miracle Twinkle Christmas Time」 「ドラマチックLOVE」                                                                         | 舞台『KING OF PRISM -Over the Sunshine!-』劇中歌                                      |
| 2018年7月4日   | ミュージカル「スタミュ」team 柊 / Caribbean Groove             | 辰己琉唯（櫻井圭登）、申渡栄吾（北川尚弥）、戌峰誠士郎（丹澤誠二）、虎石和泉（高野洸）、卯川晶（星元裕月）                                                                       | #1「WILD CROWN」 #7「ファンタスティック★REVUE」 #8「Welcome,Thank you」                                                         | ミュージカル「スタミュ」スピンオフ team 柊 単独レビュー公演「Caribbean Groove」劇中歌 |
| 2018年7月4日   | ミュージカル「スタミュ」team 柊 / Caribbean Groove             | 卯川晶（星元裕月） | #3「夢＊冒険パイレーツ」 | ミュージカル「スタミュ」スピンオフ team 柊 単独レビュー公演「Caribbean Groove」劇中歌 |
| 2018年7月18日  | ミュージカル「スタミュ」-2ndシーズン-オリジナルソングアルバム  | クレジットなし | #1「ユメ・イロ〜Musical Ver.〜」 #7「スターライツ・シンフォニー」 #8「High→End Stage」 #10「C☆ngratulations！〜Musical Ver.〜」 | ミュージカル「スタミュ」-2ndシーズン-劇中歌                                           |
| 2018年9月12日  | 「あんさんぶるスターズ！オン・ステージ」舞台オリジナルソングCD | 天祥院英智（前山剛久）、日々樹渉（安井一真）、伏見弓弦（渡邉駿輝）、姫宮桃李（星元裕月）                                                                                         | #3「Perfect World」 #9「everlasting song」                                                                                      | 「あんさんぶるスターズ！オン・ステージ」シリーズ劇中歌                                |
| 2018年9月12日  | 「あんさんぶるスターズ！オン・ステージ」舞台オリジナルソングCD | ALL CAST | #10「Singin'☆Shine！」 | 「あんさんぶるスターズ！オン・ステージ」シリーズ劇中歌                                |
| 2018年12月19日 | Angel's Wing（『あんステフェスティバル』より）                 | fine【天祥院英智（前山剛久）、日々樹渉（安井一真）、伏見弓弦（渡邉駿輝）、姫宮桃李（星元裕月）】                                                                                 | #1「Angel's Wing」 | 配信のみ                                                                              |
| 2018年12月19日 | Festival Stage！（『あんステフェスティバル』より）             | あんステキャスト | #1「Festival Stage！」 | 配信のみ                                                                              |
| 2020年3月18日  | チョコレート戦争 聲なきに聴き形になきに視る                    | Dust Kiss | #1「In your dreams」 | ドラマ「チョコレート戦争〜朝に道を聞かば夕べに死すとも可なり〜」主題歌                |
| 2020年6月26日  | 舞台 KING OF PRISM -Shiny Rose Stars- Prism Song Album         | 一条シン（橋本祥平）、太刀花ユキノジョウ（横井翔二郎）、香賀美タイガ（長江崚行）、十王院カケル（村上喜紀）、鷹梁ミナト（五十嵐雅）、西園寺レオ（星元裕月）、涼野ユウ（廣野凌大） | 「Viva EdelRose Spa!」 「ナナイロノチカイ! -Brilliant oath-」                                                                   | 舞台『KING OF PRISM -Shiny Rose Stars-』劇中歌                                        |
| 2020年6月26日  | 舞台 KING OF PRISM -Shiny Rose Stars- Prism Song Album         | 太刀花ユキノジョウ（横井翔二郎）、西園寺レオ（星元裕月） | 「輝夜凛々」 | 舞台『KING OF PRISM -Shiny Rose Stars-』劇中歌                                        |
| 2020年6月26日  | 舞台 KING OF PRISM -Shiny Rose Stars- Prism Song Album         | 西園寺レオ（星元裕月） | 「Twinkle☆Twinkle」 | 舞台『KING OF PRISM -Shiny Rose Stars-』劇中歌                                        |
| 2020年6月26日  | 舞台 KING OF PRISM -Shiny Rose Stars- Prism Song Album         | ALL CAST | 「Shiny Heart Beat -2020 ver.-」                                                                                                | 舞台『KING OF PRISM -Shiny Rose Stars-』劇中歌                                        |
| 2021年1月16日  | チョコレート戦争〜a tale of the truth〜                        | Dust Kiss | #1「a tale of the truth」 #3「In your dreams〜forever-ever edition〜」                                                          | 舞台「チョコレート戦争〜a tale of the truth〜」劇中歌                                 |

### ユニットメンバー
1. ↑  一条シン（橋本祥平）、神浜コウジ（小南光司）、速水ヒロ（杉江大志）、仁科カヅキ（大見拓土）、太刀花ユキノジョウ（横井翔二郎）、香賀美タイガ（長江崚行）、十王院カケル（村上喜紀）、鷹梁ミナト（五十嵐雅）、西園寺レオ（星元裕月）、涼野ユウ（廣野凌大）、如月ルヰ（内藤大希）、大和アレクサンダー（spi）、高田馬場ジョージ（古谷大和）、氷室聖（栗田学武）、法月仁（前内孝文）
2. ↑  一条シン（橋本祥平）、神浜コウジ（小南光司）、速水ヒロ（杉江大志）、仁科カヅキ（大見拓土）、太刀花ユキノジョウ（横井翔二郎）、香賀美タイガ（長江崚行）、十王院カケル（村上喜紀）、鷹梁ミナト（五十嵐雅）、西園寺レオ（星元裕月）、涼野ユウ（廣野凌大）
3. ↑  一条シン（橋本祥平）、太刀花ユキノジョウ（横井翔二郎）、香賀美タイガ（長江崚行）、十王院カケル（村上喜紀）、鷹梁ミナト（五十嵐雅）、西園寺レオ（星元裕月）、涼野ユウ（廣野凌大）
4. ↑  《team鳳》星谷悠太（杉江大志）、那雪透（山中翔太）、月皇海斗（ランズベリー・アーサー）、天花寺翔（鈴木勝吾）、空閑愁（新里宏太）、《team柊》辰己琉唯（櫻井圭登）、申渡栄吾（北川尚弥）、戌峰誠士郎（丹澤誠二）、虎石和泉（高野洸）、卯川晶（星元裕月）、《華桜会》柊翼（畠山遼）、鳳樹（丘山晴己）、暁鏡司（滝澤諒）、楪=クリスチアン=リオン（釣本南）、漣朔也（TAKA）
5. ↑  TrickStar【明星スバル（小澤廉）、氷鷹北斗（山本一慶）、遊木真（松村泰一郎）、衣更真緒（谷水力）】、fine【天祥院英智（前山剛久）、日々樹渉（安井一真）、伏見弓弦（渡邉駿輝）、姫宮桃李（星元裕月）】、Knights【月永レオ（橋本祥平）、瀬名泉（高崎翔太）、鳴上嵐（北村諒）、朔間凛月（荒牧慶彦）、朱桜司（北川尚弥）】、UNDEAD【大神晃牙（赤澤遼太郎）、朔間零（小南光司）、羽風薫（奥谷知弘）、乙狩アドニス（瑛）】、流星隊【守沢千秋（佐伯亮）、深海奏汰（堀海登）、南雲鉄虎（小西成弥）、高峯翠（村川翔一）、仙石忍（深澤大河）】、Rabits【仁兎なずな（大崎捺希）、紫之創（櫻井圭登）、真白友也（宮崎湧）、天満光（奥井那我人）】、2wink【葵ひなた（山中健太）、葵ゆうた（山中翔太）】、紅月【鬼龍紅郎（上田堪大）、蓮巳敬人（小松準弥）、神崎颯馬（樋口裕太）】
6. ↑  TrickStar【明星スバル（小澤廉）、氷鷹北斗（山本一慶）、遊木真（松村泰一郎）、衣更真緒（谷水力）】、fine【天祥院英智（前山剛久）、日々樹渉（安井一真）、伏見弓弦（渡邉駿輝）、姫宮桃李（星元裕月）】、Knights【月永レオ（橋本祥平）、瀬名泉（高崎翔太）、鳴上嵐（北村諒）、朔間凛月（荒牧慶彦）、朱桜司（北川尚弥）】、UNDEAD【大神晃牙（赤澤遼太郎）、朔間零（小南光司）、羽風薫（奥谷知弘）、乙狩アドニス（瑛）】、流星隊【守沢千秋（佐伯亮）、深海奏汰（堀海登）、南雲鉄虎（小西成弥）、高峯翠（村川翔一）、仙石忍（深澤大河）】、Rabits【仁兎なずな（大崎捺希）、紫之創（櫻井圭登）、真白友也（宮崎湧）、天満光（奥井那我人）】、2wink【葵ひなた（山中健太）、葵ゆうた（山中翔太）】、紅月【鬼龍紅郎（上田堪大）、蓮巳敬人（小松準弥）、神崎颯馬（樋口裕太）】
7. ↑  篠田康太（立石俊樹）、吉川優（小南光司）、村木乃亜（古谷大和）、宮田健介（星元裕月）、小暮海斗（TAKA）
8. ↑  一条シン（橋本祥平）、神浜コウジ（小南光司）、速水ヒロ（杉江大志）、仁科カヅキ（大見拓土）、太刀花ユキノジョウ（横井翔二郎）、香賀美タイガ（長江崚行）、十王院カケル（村上喜紀）、鷹梁ミナト（五十嵐雅）、西園寺レオ（星元裕月）、涼野ユウ（廣野凌大）、大和アレクサンダー（spi）、高田馬場ジョージ（古谷大和）、如月ルヰ（横田龍儀）、池袋エィス（小林竜之）、氷室聖（栗田学武）、法月仁（前内孝文）、黒川冷（及川洸）、田中会長（佐久間祐人）
9. ↑  吉川優（小南光司）、村木乃亜（古谷大和）、宮田健介（星元裕月）、小暮海斗（TAKA）、土屋貴宏（大平峻也）、篠田康太（立石俊樹）